# Це все він
«Це все він» (англ. He's All That) — молодіжна кінокомедія 2021 року, ремейк фільму 1999 року «Це все вона» зі зміною статі головних героїв, який у свою чергу створений на основі п'єси «Пігмаліон» (1913 та 1938 років) Бернарда Шоу та фільму режисера Джорджа К'юкора «Моя чарівна леді» (1964 року).

## Сюжет
Педжетт Соєр — дівчина, популярна у школі і інфлуенсер на TikTok. Якось Педжетт виявляє, що її бойфренд, виконавець хіп-хопа Джордан Ван Драанен покинув її заради дівчини-підтанцьовки, і, почуваючись приниженою, зривається під час прямої трансляції в TikTok. Її спалах призводить до втрати її підписників та можливого розторгнення спонсорських угод.
Педжетт втішає себе, що може зробити з будь-якого іншого малопримітного хлопця школи короля випускного балу. Вона б'ється об заклад зі своєю подругою Олден Пірс, яка обирає Кемерона Квеллера, самітнього і замкненого учня-фотографа.

## В ролях
У цьому фільмі знялися Рейчел Лі Кук і Меттью Ліллард, виконавці головних ролей у фільмі «Це все вона». Виконавиця головної ролі Еддісон Рей і насправді є зіркою соціальних мереж.
| Актор             | Роль                       |
| ----------------- | -------------------------- |
| Еддісон Рей       | Педжетт Соєр               |
| Рейчел Лі Кук     | Анна Соєр, мама Педжетт    |
| Таннер Бьюкенен   | Кемерон Квеллер            |
| Меттью Ліллард    | директор Босх              |
| Медісон Петтіс    | Олден Пірс                 |
| Пейтон Меєр       | Джордан Ван Драанен        |
| Ізабелла Кроветті | Брін Квеллер               |
| Майра Моллой      | Квін, подруга Олден        |
| Енні Джейкоб      | Ніша, єдиний друг Кемерона |

## Критика
Rotten Tomatoes дав оцінку 29 % на основі 58 відгуків від критиків і 23 % від більш ніж 500 глядачів.